# Edzard Koning

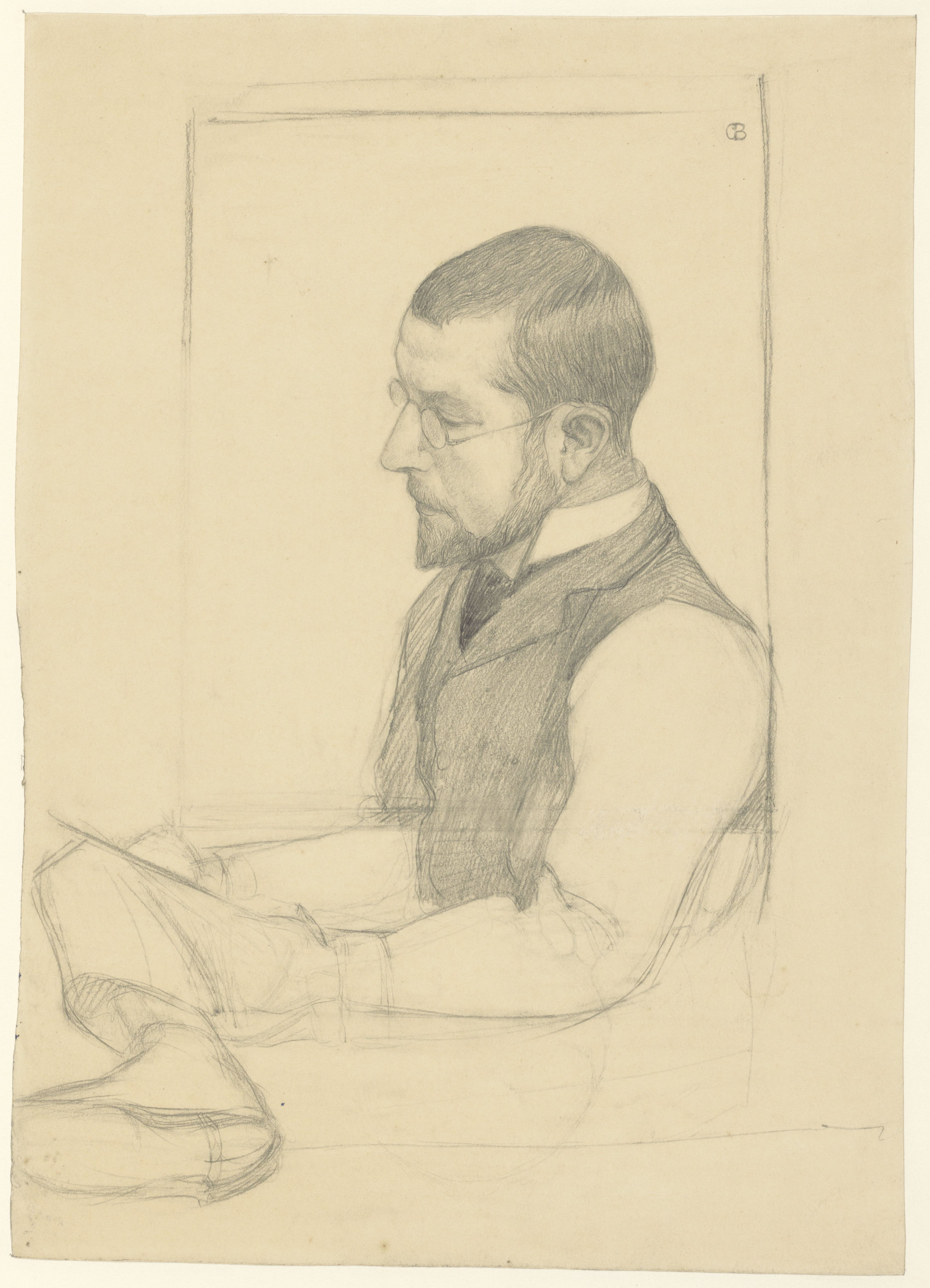
Portret van Edzard Koning.

Edzard Willem Koning (Winschoten, 3 mei 1869 — Den Haag, 1954) was een Nederlands kunstschilder, aquarellist, etser en illustrator. Hij was een kleinzoon van Arnold Hendrik Koning (1784-1850).

## Levensloop
Na zijn opleiding aan de academie in Den Haag maakte Koning enkele reizen, onder andere in 1891/92 naar Parijs en Normandië. Koning stelt zijn werk tentoon in 1907 in het gebouw van Het Kunstlievend Genootschap Pictura in Groningen.
Hij is vooral bekend geworden vanwege zijn bijdrage aan de Verkade-albums en zijn litho's voor van Van Eedens De kleine Johannes. Hij wordt beschouwd als navolger van de Haagse School. Hij woonde en werkte ook veel in Nunspeet, waar een park naar hem is vernoemd.
Koning was lid van Arti et Amicitiae, Pulchri Studio, de Haagse Kunstkring, Schilder- en Tekengenootschap Harderwijk en St. Lucas (Amsterdam). Werk van Koning is in bezit van Kröller-Müller Museum.